# Bordj El Kiffan
Bordj El Kiffan (arabisch برج الكيفان, DMG Burǧ al-Kīfān) ist eine Gemeinde in der Provinz Algier im Norden von Algerien mit 151.950 Einwohnern (Stand: 2008). Die Stadt hat den Charakter einer Vorstadt von Algier.

## Klima
Laut der Klimaklassifikation nach Köppen und Geiger herrscht in Bordj el Kiffan ein Mittelmeerklima (Csa). Die jährliche Durchschnittstemperatur beträgt 18,1 Grad Celsius. Jährlich fallen etwa 670 mm Niederschlag.

## Geschichte u. a.
Vor 1962 unter französischer Herrschaft Fort de l’Eau (französisch: Wasserfestung) genannt, war die Stadt früher ein berühmtes Strandresort in der Bucht von Algier mit Luxushotels und einem Casino. Die Verschmutzung durch Urbanisierung, nahegelegene Industrialisierung und unbehandeltes Abwasser beeinträchtigte den Status, und der Strand war seit den späten 1970er Jahren nicht mehr beliebt.
Im Ort findet seit Ende der 1980er Jahre ein internationales Karikaturenfestival statt.

## Bevölkerungsentwicklung
| Zensusjahr | Einwohnerzahl |
| ---------- | ------------- |
| 1977       | 46.590        |
| 1987       | 61.035        |
| 1998       | 103.690       |
| 2008       | 151.950       |